# Steve Ames
Steve Ames (né le 15 mars 1988 à Vancouver, Washington, États-Unis) est un ancien lanceur droitier de baseball. Il évolue en 2013 dans les Ligues majeures de baseball avec les Marlins de Miami.

## Carrière
Steve Ames joue au baseball pour les Bulldogs de l'université Gonzaga et est repêché au 17e tour de sélection par les Dodgers de Los Angeles en 2009. Avec deux autres lanceurs des ligues mineures, Josh Wall et Angel Sanchez, Ames est échangé aux Marlins de Miami le 6 juillet 2013 contre le lanceur partant droitier Ricky Nolasco.
Ames, un lanceur de relève, fait ses débuts dans le baseball majeur avec Miami le 30 juillet 2013. Il ne joue que 4 matchs dans les majeures, lançant 4 manches en 2013 avec les Marlins et encaissant une défaite.